# 亚吉水库
亚吉水库是中国吉林省吉林市磐石市境内的一座水库，位于饮马河支流小黄河上，建于1978年。水库正常库容为1127万立方米，集雨面积为135平方千米，海拔为310.85米。